# Eremonoma
Eremonoma là một chi bướm đêm thuộc họ Noctuidae.